# Mount Hubley (Antarktika)
Mount Hubley ist ein 2649 m hoher, markanter, abgelegener und schneebedeckter Berg im westantarktischen Ellsworthland. Er ragt westlich des Mount Hale in der Sentinel Range des Ellsworthgebirges auf.
Der United States Geological Survey kartierte ihn anhand eigener Vermessungen und Luftaufnahmen der United States Navy zwischen 1957 und 1959. Das Advisory Committee on Antarctic Names benannte ihn 1960 nach dem US-amerikanischen Glaziologen Richard C. Hubley (1926–1957), Mitglied des technischen Ausschusses zur Glaziologie im nationalen Komitee der Vereinigten Staaten zum Internationalen Geophysikalischen Jahr (1957–1958).